# Emma Mitchell
Emma Mitchell (Kirkcaldy, 19 de setembre de 1992) és una defensa/davantera de futbol internacional amb Escòcia des de 2011. Ha guanyat 4 Lligues i 3 Copes en Escòcia amb el Glasgow City i 2 Copes i 1 Copa de la Lliga en Anglaterra amb el Arsenal.

## Trajectòria
| Temporades   | Lliga             | Club              | P  | G  | Actualitzat |
| ------------ | ----------------- | ----------------- | -- | -- | ----------- |
| 08/09 - 2012 | D1                | Glasgow City      | 35 | 38 |             |
| 12/13        | D1                | SGS Essen         | 11 | 01 |             |
| 2013 - act.  | D1                | Arsenal FC        | 44 | 0  | 20/11/2016  |
|              |                   |                   |    |    |             |
| 2007 - 2008  | Selecció sub-17   | Selecció sub-17   | 09 | 02 |             |
| 2009 - 2010  | Selecció sub-19   | Selecció sub-19   | 19 | 03 |             |
| 2011 - act.  | Selecció absoluta | Selecció absoluta | 47 | 07 | 20/11/2016  |

## Palmarès
| Títols — Seleccions nacionals            |
|                                          |
| Títols — Clubs                           |
| 4 Lligues                                |
| 3 Copes                                  |
| 3 Copes                                  |
| 2 Copes de la Lliga                      |
| Reconeixements — Premis                  |
|                                          |
| Reconeixements — Seleccions de jugadores |
|                                          |